# البطنان
البطنان هضبة تقع في منطقة طبرق تمتد هضبة البطنان من طبرق شرقاً، إلى وادي بوالفرايس غرباً، تقع إلى الشرق والجنوب من الجبل الأخضر وهي مدرجات ومصاطب لايزيد ارتفاعها على 500م، وتقترب من السواحل في بعض المناطق لتكوّن جروفاً صخرية حادة متراجعة وقائمة الانحدار. ويظهر النشاط الكبير للحت المائي، وتشكل المغاور، والثقوب الكبيرة، في الصخور الملامسة لمياه البحر. وقد تشكل سهل ساحلي ضيق يتكوّن في معظمه من الرسوبيات القارية الرباعية التي نقلتها السيول من سفوح الجبل الأخضر وهضبة البطنان ووضعتها فوق المصاطب البحرية التي ظهر بعضها بفعل الحت، وتشتهر الهضبة بالزراعة خصوصا الزراعة البعلية منذ عصور قديمة تتميز هضبة البطنان بالاودية والشريط الساحلي بخصوبة التربة إذ ما توفرت المياه حيث ان هده المنطقة تعاني من شح (نقص) في المياه. لكن في فصل الربيع تصبح المنطقة خضراء طبيعية ومراعي خضر لكن في فصل الصيف تقل. الحقيقية انها مجموعة هضاب.